# Giro del Delfinato 1986
Il Giro del Delfinato 1986, trentottesima edizione della corsa, si svolse dal 25 maggio al 1º giugno su un percorso di 1288 km ripartiti in 7 tappe (la quarta, la settima suddivise in due semitappe) più un cronoprologo, con partenza a Annecy e arrivo a Nyons. Fu vinto dallo svizzero Urs Zimmermann della Carrera-Inoxpran davanti al francese Ronan Pensec e all'olandese Joop Zoetemelk.

## Tappe
| Tappa  | Data      | Percorso                                       | km   | Vincitore di tappa    | Leader cl. generale     |
| ------ | --------- | ---------------------------------------------- | ---- | --------------------- | ----------------------- |
| Prol.  | 25 maggio | Annecy > Annecy (cron. individuale)            | 4,1  | Jean-François Bernard | Jean-François Bernard   |
| 1ª     | 26 maggio | Annecy > Villeurbanne                          | 176  | Hans Daams            | Gilbert Duclos-Lassalle |
| 2ª     | 27 maggio | Belleville > Gueugnon                          | 186  | Laurent Fignon        | Laurent Fignon          |
| 3ª     | 28 maggio | Digoin > Saint-Étienne                         | 195  | Thierry Claveyrolat   | Laurent Fignon          |
| 4ª-1ª  | 29 maggio | Saint-Chamond > Charavines                     | 100  | Bruno Wojtinek        | Laurent Fignon          |
| 4ª-2ª  | 29 maggio | Charavines > Chambéry                          | 94   | Luc Roosen            | Laurent Fignon          |
| 5ª     | 30 maggio | Chambéry > Albertville                         | 184  | Erich Mächler         | Urs Zimmermann          |
| 6ª     | 31 maggio | Grenoble > Puy-Saint-Vincent                   | 207  | Thierry Claveyrolat   | Urs Zimmermann          |
| 7ª-1ª  | 1º giugno | Laragne-Montéglin > Camaret-sur-Aigues         | 106  | Maarten Ducrot        | Urs Zimmermann          |
| 7ª-2ª  | 1º giugno | Camaret-sur-Aigues > Nyons (cron. individuale) | 35,9 | Jean-François Bernard | Urs Zimmermann          |
| Totale | Totale    | Totale                                         | 1288 |                       |                         |

## Dettagli delle tappe

### Prologo
- 25 maggio: Annecy > Annecy (cron. individuale) – 4,1 km

| Pos. | Corridore               | Squadra       | Tempo |
| ---- | ----------------------- | ------------- | ----- |
| 1    | Jean-François Bernard   | La Vie Claire | 4'38" |
| 2    | Laurent Fignon          | Système U     | a 4"  |
| 3    | Gilbert Duclos-Lassalle | Peugeot       | a 5"  |

| Pos. | Corridore               | Squadra       | Tempo |
| ---- | ----------------------- | ------------- | ----- |
| 1    | Jean-François Bernard   | La Vie Claire | 4'38" |
| 2    | Laurent Fignon          | Système U     | a 4"  |
| 3    | Gilbert Duclos-Lassalle | Peugeot       | a 5"  |

### 1ª tappa
- 26 maggio: Annecy > Villeurbanne – 176 km

| Pos. | Corridore            | Squadra        | Tempo    |
| ---- | -------------------- | -------------- | -------- |
| 1    | Hans Daams           | Kwantum Hallen | 4h20'49" |
| 2    | Daniel Wyder         | Hitachi        | s.t.     |
| 3    | Jean-Claude Leclercq | KAS-Canal 10   | s.t.     |

| Pos. | Corridore               | Squadra       | Tempo    |
| ---- | ----------------------- | ------------- | -------- |
| 1    | Gilbert Duclos-Lassalle | Peugeot       | 4h25'27" |
| 2    | Jean-François Bernard   | La Vie Claire | s.t.     |
| 3    | Daniel Wyder            | Hitachi       | a 2"     |

### 2ª tappa
- 27 maggio: Belleville > Gueugnon – 186 km

| Pos. | Corridore      | Squadra        | Tempo    |
| ---- | -------------- | -------------- | -------- |
| 1    | Laurent Fignon | Système U      | 5h16'22" |
| 2    | Éric Caritoux  | Fagor-MBK      | s.t.     |
| 3    | Joop Zoetemelk | Kwantum Hallen | a 1"     |

| Pos. | Corridore             | Squadra       | Tempo    |
| ---- | --------------------- | ------------- | -------- |
| 1    | Laurent Fignon        | Système U     | 9h41'43" |
| 2    | Jean-François Bernard | La Vie Claire | a 7"     |
| 3    | Ronan Pensec          | Peugeot       | a 19"    |

### 3ª tappa
- 28 maggio: Digoin > Saint-Étienne – 195 km

| Pos. | Corridore           | Squadra        | Tempo    |
| ---- | ------------------- | -------------- | -------- |
| 1    | Thierry Claveyrolat | R.M.O.         | 4h44'41" |
| 2    | Laurent Fignon      | Système U      | s.t.     |
| 3    | Luc Roosen          | Kwantum Hallen | s.t.     |

| Pos. | Corridore             | Squadra       | Tempo     |
| ---- | --------------------- | ------------- | --------- |
| 1    | Laurent Fignon        | Système U     | 14h26'18" |
| 2    | Jean-François Bernard | La Vie Claire | a 13"     |
| 3    | Ronan Pensec          | Peugeot       | a 25"     |

### 4ª tappa - 1ª semitappa
- 29 maggio: Saint-Chamond > Charavines – 100 km

| Pos. | Corridore      | Squadra   | Tempo    |
| ---- | -------------- | --------- | -------- |
| 1    | Bruno Wojtinek | Peugeot   | 2h19'03" |
| 2    | Laurent Biondi | Système U | s.t.     |
| 3    | Rudy Rogiers   | Hitachi   | s.t.     |

| Pos. | Corridore      | Squadra   | Tempo     |
| ---- | -------------- | --------- | --------- |
| 1    | Laurent Fignon | Système U | 16h45'21" |

### 4ª tappa - 2ª semitappa
- 29 maggio: Charavines > Chambéry – 94 km

| Pos. | Corridore      | Squadra        | Tempo    |
| ---- | -------------- | -------------- | -------- |
| 1    | Luc Roosen     | Kwantum Hallen | 2h14'14" |
| 2    | Laurent Fignon | Système U      | s.t.     |
| 3    | Ronan Pensec   | Peugeot        | a 1"     |

| Pos. | Corridore             | Squadra       | Tempo     |
| ---- | --------------------- | ------------- | --------- |
| 1    | Laurent Fignon        | Système U     | 19h59'24" |
| 2    | Jean-François Bernard | La Vie Claire | a 27"     |
| 3    | Ronan Pensec          | Peugeot       | a 34"     |

### 5ª tappa
- 30 maggio: Chambéry > Albertville – 184 km

| Pos. | Corridore          | Squadra        | Tempo    |
| ---- | ------------------ | -------------- | -------- |
| 1    | Erich Mächler      | Carrera        | 5h15'32" |
| 2    | Luc Roosen         | Kwantum Hallen | s.t.     |
| 3    | Julio César Cadena |                | a 2'00"  |

| Pos. | Corridore      | Squadra | Tempo     |
| ---- | -------------- | ------- | --------- |
| 1    | Urs Zimmermann | Carrera | 20h00'14" |

### 6ª tappa
- 31 maggio: Grenoble > Puy-Saint-Vincent – 207 km

| Pos. | Corridore           | Squadra       | Tempo    |
| ---- | ------------------- | ------------- | -------- |
| 1    | Thierry Claveyrolat | R.M.O.        | 6h24'49" |
| 2    | Pascal Richard      | KAS-Canal 10  | a 1'40"  |
| 3    | Andrew Hampsten     | La Vie Claire | a 2'07"  |

| Pos. | Corridore      | Squadra        | Tempo     |
| ---- | -------------- | -------------- | --------- |
| 1    | Urs Zimmermann | Carrera        | 30h45'06" |
| 2    | Ronan Pensec   | Peugeot        | a 1'25"   |
| 3    | Luc Roosen     | Kwantum Hallen | a 3'26"   |

### 7ª tappa - 1ª semitappa
- 1º giugno: Laragne-Montéglin > Camaret-sur-Aigues – 106 km

| Pos. | Corridore       | Squadra        | Tempo    |
| ---- | --------------- | -------------- | -------- |
| 1    | Maarten Ducrot  | Kwantum Hallen | 2h34'47" |
| 2    | Othmar Häfliger | La Vie Claire  | a 1'48"  |
| 3    | Thierry Marie   | Système U      | s.t.     |

| Pos. | Corridore      | Squadra | Tempo     |
| ---- | -------------- | ------- | --------- |
| 1    | Urs Zimmermann | Carrera | 33h21'41" |

### 7ª tappa - 2ª semitappa
- 1º giugno: Camaret-sur-Aigues > Nyons (cron. individuale) – 35,9 km

| Pos. | Corridore               | Squadra       | Tempo   |
| ---- | ----------------------- | ------------- | ------- |
| 1    | Jean-François Bernard   | La Vie Claire | 51'17"  |
| 2    | Laurent Fignon          | Système U     | a 50"   |
| 3    | Gilbert Duclos-Lassalle | Peugeot       | a 1'04" |

| Pos. | Corridore      | Squadra        | Tempo     |
| ---- | -------------- | -------------- | --------- |
| 1    | Urs Zimmermann | Carrera        | 34h16'28" |
| 2    | Ronan Pensec   | Peugeot        | a 3'15"   |
| 3    | Joop Zoetemelk | Kwantum Hallen | a 3'44"   |

## Classifiche finali

### Classifica generale
| Pos. | Corridore             | Squadra                     | Tempo     |
| ---- | --------------------- | --------------------------- | --------- |
| 1    | Urs Zimmermann        | Carrera-Inoxpran            | 34h16'28" |
| 2    | Ronan Pensec          | Peugeot-Shell-Michelin      | a 3'15"   |
| 3    | Joop Zoetemelk        | Kwantum Hallen-Decosol-Yoko | a 3'44"   |
| 4    | Jean-Claude Bagot     | Fagor-MBK                   | a 3'46"   |
| 5    | Jean-Claude Leclercq  | KAS-Canal 10                | a 3'58"   |
| 6    | Thierry Claveyrolat   | R.M.O.                      | a 5'07"   |
| 7    | Jean-François Bernard | La Vie Claire Wonder-Radar  | a 5'12"   |
| 8    | Luc Roosen            | Kwantum Hallen-Decosol-Yoko | a 5'25"   |
| 9    | Éric Caritoux         | Fagor-MBK                   | a 7'06"   |
| 10   | Charly Berard         | La Vie Claire Wonder-Radar  | a 9'22"   |